# بوب ويلكينسون
بوب ويلكينسون (23 ديسمبر 1939 - ) (بالإنجليزية: Bob Wilkinson)‏ هو لاعب كريكت بريطاني.

## وصلات خارجية
- بوب ويلكينسون على موقع إي آس بي آن كريك إنفو (الإنجليزية)